# Gabriele Schelle
Gabriele Schelle (* 1959 in Traunstein) ist eine deutsche Schauspielerin, Regisseurin und Autorin. Sie ist Gründerin des freien Theaterkollektivs Factory Theater Produktionen (Eigenschreibweise: FACTORY) und kooperiert seitdem mit zahlreichen Institutionen in Deutschland, Dänemark und Österreich. Für ihre Arbeiten wurde sie mehrfach international ausgezeichnet, darunter mit dem Media Award des Internationalen Festivals MonoACT in Pristina (2009) und dem Preis für interkulturellen Dialog des internationalen Tschechow-Festival in Jalta (2009). Sie ist bekannt für ihre interdisziplinäre künstlerische Arbeit an der Schnittstelle von Theater, Film, Literatur und gesellschaftspolitischen Themen.

## Leben
Gabriele Schelle wurde 1959 in Traunstein geboren. Sie absolvierte ein Schauspielstudium in Los Angeles bei George Shdanoff und schloss zudem ein Medizinstudium an der Universität Hamburg ab. Engagements führten sie unter anderem an das Residenztheater München und das Theater Lübeck.
Seit 2005 lebt und arbeitet sie in München und Wien. In diesem Jahr gründete sie zusammen mit Klaus Falkhausen das freie Theaterkollektiv Factory Theater Produktionen in Kiel, mit dem sie seither zahlreiche Theater- und Kunstprojekte realisiert hat.
Schelle ist außerdem Mitbegründerin des „Autorinnen*Stammtisch Wien“ und kuratierte das Symposium „Weibliche* Erzählperspektive(n)“ (2018), „Ghostlectures“ (2022) sowie das "Festival der Schieflagen" (2024) am Kosmos Theater Wien.

## Werk und künstlerische Arbeit
Ihre künstlerische Arbeit umfasst Themen wie Feminismus, Künstliche Intelligenz, Klimawandel und soziale Transformation. Sie verbindet klassische Theaterformen mit modernen Medien und performativen Elementen.

### Theaterarbeiten (Auswahl)
- Stufe eins unzufrieden - A Cyborg Comedy. UA KulturForum Kiel (2023)[1]
- Der Tod in Venedig – Die Cyborg Version. UA  Hamburger Sprechwerk (2021)[2]
- Rückkehr nach Reims. Theaterwerkstatt Pilkentafel Flensburg (2019)
- Jenseits von Afrika – Min afrikanske Farm. Schleswig-Holsteinisches Landestheater (2016)[3]
- Inside Bismarck. UA Schleswig-Holsteinisches Landestheater (2015)
- 1864 Tagebuch einer Katastrophe – Dagbog over en katastrofe. UA Schloss Sønderburg/DK (2014)[4]
- Phädras Schlachten. Rolle: Phädra; Regie: Konstanze Ullmer; UA Hamburger Sprechwerk (2005 - 2012)[5]
- Zu Gast bei Don Juan. Rolle: Leporello; Regie: C.C. Weinberger; UA Schloss Gottorf (2008 - 2011)
- Der Zauberberg.  Hamburger Sprechwerk, Volkstheater Wien (2013)[6]
- Hesse & Klingsor. UA Schloss Gottorf (2012)
- West-Östlicher Divan. Hamburger Sprechwerk (2011)
- the Chopin project. UA Schloss Gottorf (2010)

### Film und Fernsehen (Auswahl)
- 2025: Aktenzeichen XY ... Cold Cases, "Cold Case: Maria Köhler"; (Fernsehserie, ZDF)
- 2024: Aktenzeichen XY … ungelöst, "Falsche Polizisten"  (Fernsehserie, ZDF)
- 2021: Die Cyborg mein Auge, Kurzspielfilm
- 2002: Streit um drei, Fernsehserie
- 1995: Liane, TV-Film
- 1994: Sonntag & Partner, TV-Serie
- 1989: 10 vor 11, Kulturmagazin

### Podcasts und Hörformate
- Podcast zu KI, Feminismus und Kunst. Konzept und Moderation gemeinsam mit Elena Messner; inter- und transdisziplinäre Gespräche mit Expert:innen aus verschiedenen Bereichen der KI-Forschung (2024)
- Hörspiel: Stufe eins Unzufrieden - A Cyborg Comedy (2023)
- Zwischen den Klassen. Podcast zum Roman Rückkehr nach Reims von Didier Eribon. Wir sprechen über Arbeiterkinder, Klassismus, französische, deutsche und österreichische Lebensrealitäten, Mütter und Väter, Rechtsextremismus in der eigenen Familie, Homophobie und Gesellschaft. (2021)

## Auszeichnungen
- Media Award, Monodramafestival MonoACT Kosovo, 2009
- Auszeichnung Kammertheaterfestival MOST für ein modernes Theaterstück zu einem sozialen Thema, Hannover, 2022
- Award für interkulturellen Dialog Internationales Chehov Festival Jalta Ukraine, 2009
- 3. Preis Literaturwettbewerb "Buchstabensuppe" Arcotel Wimberger Wien, 2011

## Werke (Auswahl)
- mit Elena Messner: Stufe Eins Unzufrieden - A Cyborg Comedy UA Kiel, 2023
- mit Elena Messner: Der Tod in Venedig - Die Cyborg Version  UA Hamburger Sprechwerk, 2021
- Die Cyborg mein Auge  Kurzfilm, 2021
- the Chopin project. MusikHörbuch, 2011 ISBN 978-3-7554-0307-4
- Zu Gast bei Don Juan Kaiserverlag Wien, 2009